# Seimerich (Dürschbach)
Der Seimerich ist ein Fließgewässer zwischen Meiswinkel und Hauserhof in der Gemeinde Kürten im  nordrhein-westfälischen Rheinisch-Bergischen Kreis. Er ist ein gut 1,4 Kilometer langer, östlicher und orographisch linker Zufluss des dort noch Weyerbach genannten Dürschbachs.

## Geographie

### Verlauf
Der Seimerich entspringt nahe des Weilers Meiswinkel auf einer Höhe von 270 m ü. NHN und läuft durchweg ungefähr nach Südwesten. Nachdem er gleich nach Meiswinkel das Nebengewässer Roßloch aufgenommen hat, fließt er von links einmündend südlich von Hauserhof in den Dürschbach ein. Der Bach hat keine weiteren benannten Nebengewässer.

### Einzugsgebiet
Das 0,66 km² große Einzugsgebiet liegt im Naturraum Bärbroicher Höhe und vollständig im Gebiet der Gemeinde Kürten. Es wird über Dürschbach, Sülz, Agger, Sieg und Rhein zur Nordsee entwässert.
Das Einzugsgebiet des Seimerichs grenzt
- im Nordosten an das des Breibachs;
- ansonsten an die des Dürschbachs oder seiner Nebengewässer.

In der Aue des Bachs dominieren Waldgelände und landwirtschaftlich genutzte Flächen.

### Zuflüsse
- Roßloch (ohne GKZ, linksseitig), bei Meiswinkel, ca. 0,4 km und unter 0,2 km²[6]

## Geschichte
Der Seimerich und sein Nebengewässer Roßloch dienten ab 1891 der Wasserversorgung von Spitze.